# Sven Werkhoven
Sven Werkhoven (Nijmegen, 25 februari 1984) is een Nederlandse voormalig voetballer die als verdediger speelde. 
Werkhoven kwam onder trainer Cees Lok twee keer in actie in het eerste elftal van N.E.C., beide keren als invaller.
Op 29 april 2005 speelde hij enkele minuten mee in de wedstrijd tegen Roda JC (1-0), en op 27 augustus 2005 in de thuiswedstrijd tegen RKC Waalwijk (1-3). Werkhoven was een van de bepalende spelers in het tweede elftal van NEC. Aan het einde van het seizoen 2006/07 moest hij NEC na langdurig blessureleed verlaten. Later werd hij piloot.